# Andrejka
Andrejka je žensko osebno ime.

## Izvor imena
Ime Andrejka je različica ženskega osebnega imena Andreja.

## Pogostost imena
Po podatkih Statističnega urada Republike Slovenije je bilo na dan 31. decembra 2007 v Sloveniji število ženskih oseb z imenom Andrejka: 1.288. Med vsemi ženskimi imeni pa je ime Andrejka po pogostosti uporabe uvrščeno na 162. mesto.

## Osebni praznik
Osebe z imenom Andrejka lahko godujejo takrat kot osebe z imenom Andrej.